# Cantone di Saint-André-les-Alpes
Il Cantone di Saint-André-les-Alpes è una divisione amministrativa soppressa dell'arrondissement di Castellane.
A seguito della riforma approvata con decreto del 24 febbraio 2014, che ha avuto attuazione dopo le elezioni dipartimentali del 2015, dall'aprile 2015 è stato accorpato al Cantone di Castellane.

## Composizione
Comprendeva 6 comuni:
- Allons
- Angles
- Lambruisse
- Moriez
- La Mure-Argens
- Saint-André-les-Alpes